# Ozophora divaricata
Ozophora divaricata är en insektsart som beskrevs av Barber 1954. Ozophora divaricata ingår i släktet Ozophora och familjen Rhyparochromidae. Inga underarter finns listade i Catalogue of Life.